# Natalia Esperón
Natalia del Carmen Esperón Alcocer (Cidade do México, 14 de novembro de 1974),  mais conhecida como Natalia Esperón, é uma atriz mexicana.

## Biografia
Natalia Esperón começou no mundo da arte aos 13 anos de idade como modelo, tanto em comerciais impressos, como na televisão, que mais tarde a levou a participar do "Modelo do Ano" concurso em 1992 aos 17 anos, onde competiu com o agora-supermodelo Elsa Benitez, o sucesso deste evento abriu as portas para estudar atuação no Centro de Educação Artística de Televisa (CEA) e, em seguida, participou de "A Menina TV", competição organizada pela Televisa em 1993, onde ficou em segundo lugar competindo com Galilea Montijo, Nora Salinas e Susana González.
Antes de concluir seus estudos na CEA recebeu sua primeira oportunidade em março de 1994 para protaginizar a novela Agujetas de color de rosa, que a catapultou para a fama, dado o grande sucesso alcançado. A novela durou mais de um ano ao ar, de abril de 1994 à maio de 1995 e transmitido com grande sucesso em vários países da América Latina, Filipinas e Espanha, lançando seu talento e beleza internacionalmente.
Em meio ao grande sucesso que alcançou em 1995, casou-se com o executivo José Staff, com quem teve quatro filhos: Natalia, José Antonio, Sebastian e Mariana Cane Esperon
Em 1996, ela fez uma participação especial na novela de época La antorcha encendida. Com sucesso na televisão, também decidiu aventurar-se no teatro, na peça Ligação sem fios, ao lado de Jorge Ortiz de Pinedo em 1997. Nesse mesmo ano, ela estrelou a telenovela de comédia No tengo madre ao lado de Eugenio Derbez.
Em 1998, dirigiu o elenco da novela Rencor apasionado produção de Lucero Suárez onde ela mostrou sua grande capacidade histriônica para representar um dementes presentes Karina Rangel. Um ano mais tarde, estrelou a telenovela infantil  El niño que vino del mar de Imanol e Enrique Ibáñez. No ano 2000 fez seu quinto protagônico em telenovelas, em Por un beso onde desempenha um duplo papel.
Esperón decide tomar tempo para si mesma longe das câmeras, enquanto alavanca dedicada a seus assuntos familiares e pessoais, quase cinco anos depois, em 2005, retorna às novelas com La esposa virgen, atuando ao lado da grande atriz Adela Noriega.
Em abril de 2006, participou do filme dl cineasta Juan Pablo Villaseñor, Me encontré en otro mundo, sua primeira intervenção na sétima arte.
Em 2008 faz uma participação especial no filme Como no quiero, do diretor de ópera Victor Avelar, que lhe rendeu um prêmio "Film Training Center" de melhor atriz. Também em 2008, ela surpreendeu o público a tomar a sua imagem de boa moça representando a assassina Claudia Bainha na série fenômena da televisão mexicana Mujeres asesinas.  Em 2009 ela fez uma participação especial na telenovela En nombre del amor. 
Natalia retorna para fazer uma pausa em sua carreira para se dedicar a seus três filhos e em 2012 voltou às telenovelas para encarnar o personagem de Adriana Balvanera estrelas em Amores verdaderos . Após sua participação neste romance, ela anunciou sua aposentadoria definitiva de atuar, deixando uma grande marca depois de seu tempo na televisão mexicana.

## Vida Pessoal
Em 1995, Esperón casou-se com Jose Staff, logo depois deu à luz a sua primogênita, Natalia. Em 2003, Natalia deu à luz trigêmeos uma filha Mariana e dois filhos, José Antonio e Sebastian. Sebastian morreu alguns dias depois do nascimento. Em 2005 ela se divorciou do marido.

## Filmografia

### Televisão
| Anl     | Títull                       | Personagem                                                              | Notas                           |
| ------- | ---------------------------- | ----------------------------------------------------------------------- | ------------------------------- |
| 1994-95 | Agujetas de color de rosa    | Paola Armendares                                                        | Protagonista                    |
| 1995    | Mujer, casos de la vida real | Sonia                                                                   |                                 |
| 1996    | La antorcha encendida        | María de la Luz de la Fuente                                            |                                 |
| 1997    | No tengo madre               | Abril Vasconcelos                                                       | Protagonista                    |
| 1998    | Rencor apasionado            | Karina Rangel Rivera/Leonora Luján                                      | Protagonista                    |
| 1999    | El niño que vino del mar     | Nisa Rodríguez Cáceres de Rivera                                        | Protagonista                    |
| 2000-01 | Por un beso                  | Blanca Garza de Otero Robles/Azucena Otero Robles Garza de Díaz de León | Protagonista                    |
| 2005    | La esposa virgen             | Blanca de la Fuente de Cruz                                             | Co-Protagonista                 |
| 2007    | 13 Miedos                    | Luisa                                                                   | Série de televisão              |
| 2008    | Los Simuladores              |                                                                         | 1 Episode                       |
| 2008    | Mujeres Asesinas             | Claudia Azuela                                                          | Episódio: "Claudia, cuchillera" |
| 2008-09 | En nombre del amor           | Luz Laguillo                                                            |                                 |
| 2012-13 | Amores Verdaderos            | Adriana Balvanera Gil                                                   | Co-Protagonista                 |
| 2022    | Corazón guerrero             | Guadalupe García / de Montalvo Ruiz                                     | Co-Protagonista                 |
| 2023    | Tierra de esperanza          | Norma Jurado de Ferrer                                                  | Co-Protagonista                 |
| 2024-25 | El ángel de Aurora           | Aurora Campero Navarro                                                  | Protagonista                    |

### Cinema
- Cómo no te voy a querer (2008) .... Grisel
- Espérame en otro mundo (2007) .... Marcela

## Prêmios e indicações

### Prêmio TVyNovelas
| Ano  | Categoria                | Telenovela                | Resultado |
| ---- | ------------------------ | ------------------------- | --------- |
| 1995 | Revelação feminina       | Agujetas de color de rosa | Venceu    |
| 1995 | Melhor atriz juvenil     | Agujetas de color de rosa | Indicado  |
| 2006 | Melhor atriz coadjuvante | La esposa virgen          | Indicado  |
| 2014 | Melho atriz co-estelar   | Amores verdaderos         | Indicado  |

### El Heraldo de México
| Ano  | Categoria | Telenovela                | Resultado |
| ---- | --------- | ------------------------- | --------- |
| 1994 | Revelação | Agujetas de color de rosa | Venceu    |

### Diosas de Plata
| Ano  | Categoria          | Filme                  | Resultado |
| ---- | ------------------ | ---------------------- | --------- |
| 2009 | Revelação feminina | Espérame en otro mundo | Venceu    |